# Cervera
Cervera là một đô thị trong tỉnh Lleida, cộng đồng tự trị Cataluña Tây Ban Nha.